# ل فای
ل فای (به فرانسوی: Le Fay) یک کمون در فرانسه است که در Canton of Beaurepaire-en-Bresse واقع شده‌است.

## خصوصیات
ل فای ۲۰٫۸۸ کیلومترمربع مساحت و ۶۰۳ نفر جمعیت دارد و ۱۹۲ متر بالاتر از سطح دریا واقع شده‌است.